# Orthobula arca
Espèce
Orthobula arca est une espèce d'araignées aranéomorphes de la famille des Trachelidae.

## Distribution
Cette espèce est endémique d'Afrique du Sud. Elle se rencontre en État-Libre, au Gauteng et au KwaZulu-Natal.

## Description
La femelle holotype mesure 2,00 mm et le mâle paratype 1,53 mm.

## Systématique et taxinomie
Cette espèce a été décrite par Haddad, Jin et Platnick en 2022.

## Publication originale
- Haddad, Jin & Platnick, 2022 : « A revision of the spider genus Orthobula Simon, 1897 (Araneae: Trachelidae) in the Afrotropical Region. I. Continental species. » Zootaxa, no 5133(3), p. 355-382.